# Alexander Massialas
Alexander Massialas, né le 20 avril 1994 à San Francisco, est un escrimeur américain pratiquant le fleuret.

## Carrière
Alexander naît à San Francisco d'une mère taïwanaise et d'un père d'origine grecque, Greg Massialas, qui a disputé au fleuret et sous les couleurs des États-Unis les Jeux de Los Angeles 1984 et les Jeux de Séoul 1988, seulement privé des Jeux de Moscou 1980 par la décision du président Jimmy Carter de boycotter ces Jeux. Alexander est entraîné par son père, qui est également l'entraîneur de l'équipe américaine junior de fleuret, qui connaît sous sa houlette un succès considérable. Sa sœur, Sabrina Massialas, est aussi fleurettiste dans l'équipe nationale américaine.
En juniors, Massialas gagne quatre médailles aux championnats du monde entre 2011 et 2014, dont une fois l'or en 2013 à Porec. Il est introduit à la coupe du monde d'escrime dès l'âge de treize ans, et remporte ses premiers  points à seulement quatorze, en prenant la 37e place du Grand Prix de Montréal. De fait, il se consacre pratiquement exclusivement au circuit sénior dès l'âge de seize ans, ne prenant plus part qu'au championnat du monde junior après 2011.
Il monte sur son premier podium de coupe du monde sénior à Montréal en coupe du monde d'escrime 2010, puis connaît une progression constante au classement, allant jusqu'à atteindre la septième place au terme de la coupe du monde d'escrime 2013-2014 durant laquelle il gagne l'épreuve de coupe du monde de Séoul. Bien qu'il ait encore à faire ses preuves en individuel aux championnats du monde d'escrime séniors, Massialas compte cinq médailles en individuel aux championnats panaméricains, dont quatre d'argent (battu à trois reprises par Race Imboden et une fois par Gerek Meinhardt en finale). Avec l'équipe des États-Unis, il décroche l'argent aux championnats du monde d'escrime 2013 à Budapest, derrière l'équipe d'Italie.
Lors de la coupe du monde 2015-2016, il monte à deux reprises sur la plus haute marche du podium en remportant d'abord en novembre 2015 le tournoi de Tokyo, puis en juin 2016 pour le Grand Prix de Shanghai. Il réussit ensuite le doublé individuel et par équipes lors des championnats panaméricains à Panama, mais perd sa septième finale en grand championnat aux Jeux olympiques, contre l'Italien Daniele Garozzo.
En 2017, Massialas obtient la médaille d'or au Challenge International de Paris et monte à deux autres reprises sur la deuxième marche d'un podium de la coupe du monde. Aux championnats panaméricains, il est battu à nouveau par Imboden en individuel avant d'emporter l'or par équipe. Lors des mondiaux de Leipzig, il perd en individuel en quart de finale face au futur champion du monde Dmitry Zherebchenko avant de décrocher une nouvelle médaille d'argent avec l'équipe des États-Unis face à l'Italie. Massialas finit ainsi sa deuxième saison d'affilée en tête du classement mondial.

## Palmarès
- Jeux olympiques
  -  Médaille d'argent aux Jeux olympiques de 2016 à Rio de Janeiro
  -  Médaille de bronze par équipe aux Jeux olympiques de 2020 à Tokyo
  -  Médaille de bronze par équipe aux Jeux olympiques de 2016 à Rio de Janeiro

- Championnats du monde d'escrime
  -  Médaille d'argent par équipes aux championnats du monde d'escrime 2022 au Caire
  -  Médaille d'or par équipes aux championnats du monde d'escrime 2019 à Budapest
  -  Médaille d'argent par équipes aux championnats du monde d'escrime 2018 à Wuxi
  -  Médaille d'argent par équipes aux championnats du monde d'escrime 2017 à Leipzig
  -  Médaille d'argent aux championnats du monde d'escrime 2015 à Moscou
  -  Médaille d'argent par équipes aux championnats du monde d'escrime 2013 à Budapest

- Championnats panaméricains d'escrime
  - En individuel
    -  Médaille d'or aux championnats panaméricains d'escrime 2022 à Asuncion
    -  Médaille d'or aux championnats panaméricains d'escrime 2016 à Panama
    -  Médaille d'argent aux championnats panaméricains d'escrime 2017 à Montréal
    -  Médaille d'argent aux championnats panaméricains d'escrime 2015 à Santiago du Chili
    -  Médaille d'argent aux championnats panaméricains d'escrime 2014 à San José
    -  Médaille d'argent aux championnats panaméricains d'escrime 2012 à Cancún
    -  Médaille d'argent aux championnats panaméricains d'escrime 2011 à Reno
    -  Médaille de bronze aux championnats panaméricains d'escrime 2023 à Lima
    -  Médaille de bronze aux championnats panaméricains d'escrime 2019 à Toronto
    -  Médaille de bronze aux championnats panaméricains d'escrime 2018 à La Havane
    -  Médaille de bronze aux championnats panaméricains d'escrime 2010 à San José

  - Par équipes
    -  Médaille d'or en 2010, 2011, 2012, 2013, 2014, 2015, 2016, 2017, 2018, 2019, 2022, 2023

## Classement en fin de saison
| Année | 2008 | 2009 | 2010 | 2011 | 2012 | 2013 | 2014 | 2015 | 2016 | 2017 | 2018 | 2019 |
| ----- | ---- | ---- | ---- | ---- | ---- | ---- | ---- | ---- | ---- | ---- | ---- | ---- |
| Rang  | 261  | 40   | 21   | 18   | 10   | 9    | 7    | 3    | 1    | 1    | 8    |      |